# Simon Bruté
Simon William Gabriel Bruté de Rémur (ur. 20 marca 1779 w Rennes; zm. 26 czerwca 1839 w Vincennes) – francusko-amerykański, pierwszy biskup Vincennes, Sługa Boży Kościoła katolickiego.

## Życiorys
Ukończył medycynę, lecz nigdy nie praktykował zawodu medyka. W 1803 roku wstąpił do seminarium duchownego. W dniu 11 czerwca 1808 roku otrzymał święcenia kapłańskie, a następnie wstąpił do Towarzystwa Saint-Sulpice, gdzie uczył teologii. Potem został wysłany do Stanów Zjednoczonych jako misjonarz. W 1810 roku przybył do Baltimore. Tam wykładał filozofię, będąc jednocześnie kierownikiem duchowym przyszłej świętej Elżbiety Seton. W 1834 roku został mianowany biskupem nowo utworzonej diecezji Vincennes, obejmującej cały stan Indiana i wschodnie Illinois. W 1835 roku został obywatelem USA. Zmarł 26 czerwca 1839 roku, mając 60 lat w opinii świętości. W 2005 roku rozpoczął się jego proces beatyfikacyjny.